# Chennevières-sur-Marne
Pour les articles homonymes, voir Chennevières.
Chennevières-sur-Marne est une commune française située dans le département du Val-de-Marne, en région Île-de-France.
Ses habitants sont appelés les Canavérois.

## Géographie

### Localisation

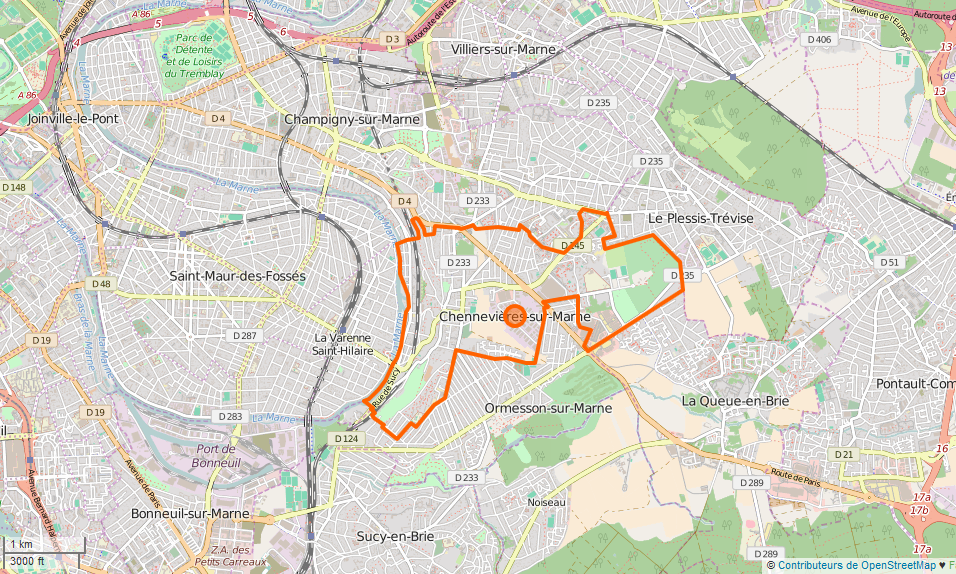

Chennevières-sur-Marne est limitrophe des communes de Saint-Maur-des-Fossés, de Champigny-sur-Marne, du Plessis-Trévise, de La Queue-en-Brie, d'Ormesson-sur-Marne et de Sucy-en-Brie.
Elle est située à 15 km au sud-est de Paris.

### Géologie et relief
Chennevières-sur-Marne surplombe la rive gauche de la Marne à 104 mètres d’altitude et s'étend sur 5,3 hectares. La commune s’inscrit dans le prolongement de la plaine de la Brie.

### Hydrographie
Chennevières-sur-Marne est bordée à l'Ouest par la Marne ; deux îles fluviales sont situées sur le territoire de la commune, l'île des Vignerons et l'île d'Amour.

### Climat
Pour des articles plus généraux, voir Climat de l'Île-de-France et Climat du Val-de-Marne.
En 2010, le climat de la commune est de type climat océanique dégradé des plaines du Centre et du Nord, selon une étude du CNRS s'appuyant sur une série de données couvrant la période 1971-2000. En 2020, Météo-France publie une typologie des climats de la France métropolitaine dans laquelle la commune est exposée à un climat océanique altéré et est dans la région climatique Sud-ouest du bassin Parisien, caractérisée par une faible pluviométrie, notamment au printemps (120 à 150 mm) et un hiver froid (3,5 °C).
Pour la période 1971-2000, la température annuelle moyenne est de 11,4 °C, avec une amplitude thermique annuelle de 15,2 °C. Le cumul annuel moyen de précipitations est de 665 mm, avec 10,4 jours de précipitations en janvier et 7,7 jours en juillet. Pour la période 1991-2020, la température moyenne annuelle observée sur la station météorologique la plus proche, située sur la commune de Joinville-le-Pont à 5 km à vol d'oiseau, est de 12,9 °C et le cumul annuel moyen de précipitations est de 654,0 mm,. Pour l'avenir, les paramètres climatiques de la commune estimés pour 2050 selon différents scénarios d'émission de gaz à effet de serre sont consultables sur un site dédié publié par Météo-France en novembre 2022.
| Mois                                  | jan.             | fév.             | mars          | avril           | mai           | juin           | jui.          | août           | sep.          | oct.        | nov.            | déc.            | année      |
| ------------------------------------- | ---------------- | ---------------- | ------------- | --------------- | ------------- | -------------- | ------------- | -------------- | ------------- | ----------- | --------------- | --------------- | ---------- |
| Température minimale moyenne (°C)     | 2,5              | 2,5              | 4,7           | 7,1             | 10,6          | 13,9           | 15,8          | 15,6           | 12,4          | 9,3         | 5,6             | 3,1             | 8,6        |
| Température moyenne (°C)              | 5,2              | 6                | 9,2           | 12,4            | 15,8          | 19,1           | 21,3          | 21,1           | 17,4          | 13,3        | 8,7             | 5,6             | 12,9       |
| Température maximale moyenne (°C)     | 7,9              | 9,5              | 13,7          | 17,6            | 21            | 24,3           | 26,8          | 26,5           | 22,5          | 17,4        | 11,7            | 8,1             | 17,3       |
| Record de froid (°C) date du record   | −15,6 17.01.1985 | −12,1 07.02.1991 | −6,6 01.03.05 | −2,5 12.04.1986 | 1 08.05.1997  | 4,8 04.06.1991 | 7,5 14.07.08  | 6,8 29.08.1986 | 4 18.09.10    | −1 28.10.03 | −6,8 24.11.1998 | −9,5 29.12.1996 | −15,6 1985 |
| Record de chaleur (°C) date du record | 17,3 27.01.03    | 22,5 27.02.19    | 27,5 31.03.21 | 31 20.04.18     | 33,4 27.05.05 | 38,9 21.06.17  | 42,5 25.07.19 | 41 12.08.03    | 35,9 08.09.23 | 31 03.10.11 | 22,5 08.11.15   | 17,2 17.12.15   | 42,5 2019  |
| Précipitations (mm)                   | 52               | 47,1             | 46,3          | 45,4            | 62,9          | 54,2           | 59,1          | 55,9           | 49,9          | 56,2        | 59,2            | 65,8            | 654        |

## Urbanisme

### Typologie
Au 1er janvier 2024, Chennevières-sur-Marne est catégorisée grand centre urbain, selon la nouvelle grille communale de densité à sept niveaux définie par l'Insee en 2022.
Elle appartient à l'unité urbaine de Paris, une agglomération inter-départementale regroupant 407  communes, dont elle est une commune de la banlieue,,. Par ailleurs la commune fait partie de l'aire d'attraction de Paris, dont elle est une commune du pôle principal,. Cette aire regroupe 1 929 communes,.

### Morphologie urbaine
La Ville est divisée en 6 quartiers, représentés par des Comités de quartier depuis 2015 :
- le quartier Moulin - Coteaux Sud ;
- le quartier Bords de Marne ;
- le quartier Centre-Ville - Belvédère - Zone d'activités ;
- le quartier Paris Chennevières - le Fort-Mon Idée ;
- le quartier Bois-l'Abbé ;
- le quartier des Hauts-de-Chennevières - les Bordes.

### Logement
En 2014, il y avait 7 961 logements à Chennevières-sur-Marne. 57,6 % des ménages étaient propriétaires de leur résidence principale.

### Projets d'aménagements
Par délibération en date du 27 août 2014, le Conseil Municipal de Chennevières-sur-Marne a engagé la révision de son Plan Local d’Urbanisme (PLU). L’ Etablissement Public Territorial Grand Paris Sud Est Avenir, compétent en matière de PLU, a approuvé le nouveau PLU de la Ville de Chennevières lors du Conseil de Territoire du 1er février 2017.
Le 5 février 2017, le Conseil Municipal a approuvé la signature du Contrat d’Intérêt National. Ce Contrat fixe des objectifs d’aménagement et formalise un partenariat entre l’État, les collectivités et des acteurs économiques publics et privés concernant l'aménagement des emprises initialement destinées à la réalisation du projet autoroutier dit « Voie de Desserte Orientale » (VDO) aujourd'hui abandonné, sur les Communes de Sucy-en Brie, Ormesson-sur-Marne, Chennevières-sur-Marne, Champigny-sur-Marne et Villiers-sur-Marne.
En 2022, le projet de transports propres "Altival", destiné à faciliter les trajets des transports en commun et l'accès aux gares, traversera les communes de Chennevières, Champigny, Villiers et Bry.

### Voies de communication et transports

#### Voies routières
Chennevières-sur-Marne est desservie par les routes départementales 219, 233, 123, 4 et 145.

#### Transports en commun
La commune est desservie par le   à la gare de La Varenne - Chennevières, située à Saint-Maur-des-Fossés. Autrefois, elle était desservie par le chemin de fer de Ceinture dont le bâtiment voyageurs est encore visible.
Lignes de bus RATP desservant la commune :
- 208B Champigny - Saint Maur RER / Le Plessis Trévise - Place de Verdun
- 208S Champigny - Saint Maur RER / Champigny - Chennevières - Bois l'Abbé
- 308 Créteil - Préfecture du Val de Marne / Villiers sur Marne - Le Plessis-Trévise RER

Lignes de bus Marne et Seine desservant la commune : 436, 437, 438, 446, 447 et 448.

## Toponymie

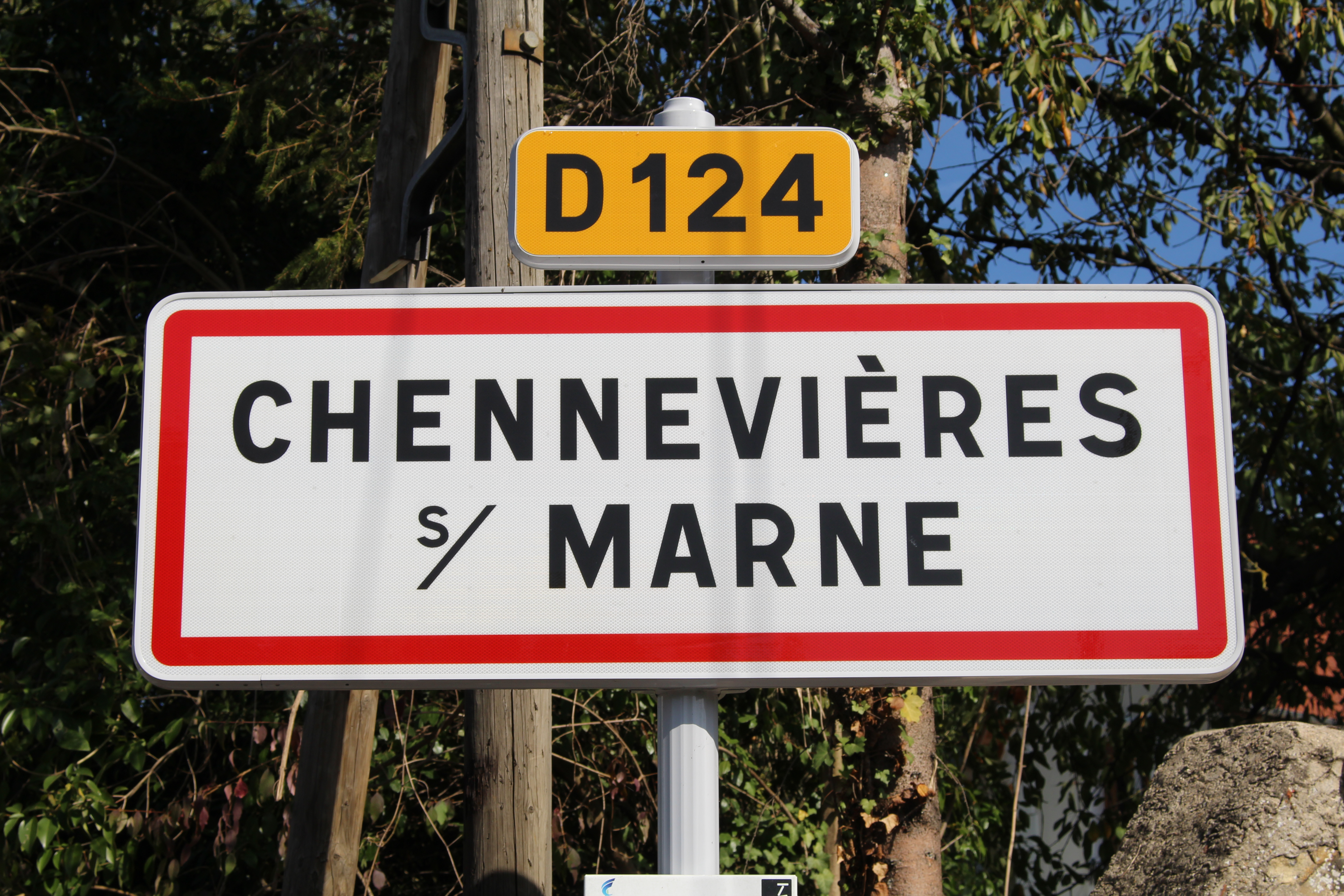
Panneau d'entrée.

Canaveriae en 1163, Cannaberiae in Bria, Canaberiae, Cheneveriae au XIIIe siècle.
L'origine du nom de Chennevières-sur-Marne provient du latin Cannabria marquée par le suffixe latin -aria, en français -ière, sont des lieux humides où prospère la culture du chanvre.
Cannabria ou cannabis, chanvre, dont la culture était très répandue dans la région au Moyen Âge[réf. nécessaire].

## Histoire
Près du pont de Chennevières, quelques outils auraient été mis au jour lors de ramassages de surface, une occupation au Néolithique et durant la Préhistoire ancienne étant attestée par des découvertes fortuites anciennes effectuées sur l'autre rive de la Marne à Saint-Maur-des-Fossés. Quasiment aucun vestige antique n'a été mis au jour sur le territoire communal.
L'histoire de Chennevières débute, comme pour beaucoup de villages de la Brie, vers la fin du XIIe siècle. En effet, le premier acte mentionnant « Caneveria » date de 1170.
C'est à cette époque que Louis VIII fonda l'abbaye royale Notre-Dame d'Hivernaux de l'ordre de Saint-Victor, de Paris.
Louis IX y transféra les chanoines de l'abbaye de Mont-Etif fondée en 1164 par Maurice de Sully ; les religieux construisirent l'église Saint-Pierre de Chennevières qui fut édifiée en paroisse en 1260. Les serfs de Chennevières furent affranchis en 1250, sur l'ordre de la reine Blanche par l'abbé Jean de Saint-Maur, seigneur de Chennevières.
Le village a beaucoup souffert des invasions, des guerres (guerre de Cent Ans en 1350 et guerres de Religion en 1563) et de la Fronde. Les habitants de Chennevières ont fui pour se réfugier à La Varenne-Saint-Hilaire, sur l'autre rive de la Marne. Un réseau de galeries maçonnées a été aménagé dans le sous-sol de Chennevières. Bien que la tradition en fasse, comme souvent, des souterrains permettant la fuite des habitants, ces réseaux étaient probablement liés aux carrières permettant l'extraction de la pierre calcaire utilisée pour les constructions à partir de la période médiévale. Le 12 août 1376, Pierre de Chevreuse (?-1393), Trésorier de France, achète à Bertaud de Maule la seigneurie de Chennevières.
Du petit village de 1709 qui comptait alors 164 habitants, il reste « le bourg » groupé autour de l'église, mais plusieurs résidences se sont construites.

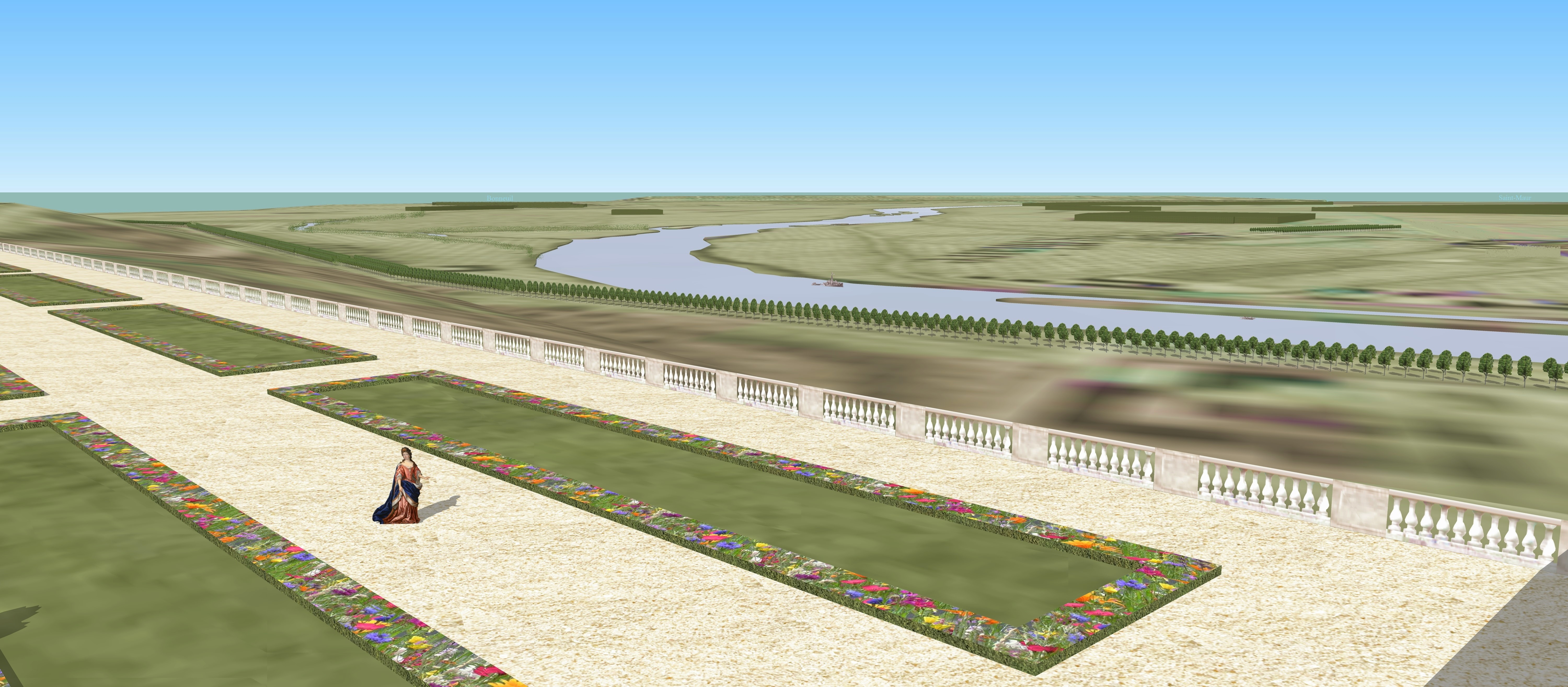
Restitution de la vue sur la Marne depuis le château des Rets à Chennevières-sur-Marne, XVIIIe siècle.

Les coteaux de Chennevières constituent un site classé, très salubre, où vents et brouillards sont entraînés vers le nord par les vallées de la Seine et de la Marne. Déjà à son époque Louis XIV avait songé y construire son palais ; il y renonça pour bâtir sa demeure dans une région « moins favorisée par la nature ».
La Révolution commença à Chennevières, comme partout ailleurs, par la rédaction d'un cahier de doléances, puis la commune supporta les réquisitions sans protester.

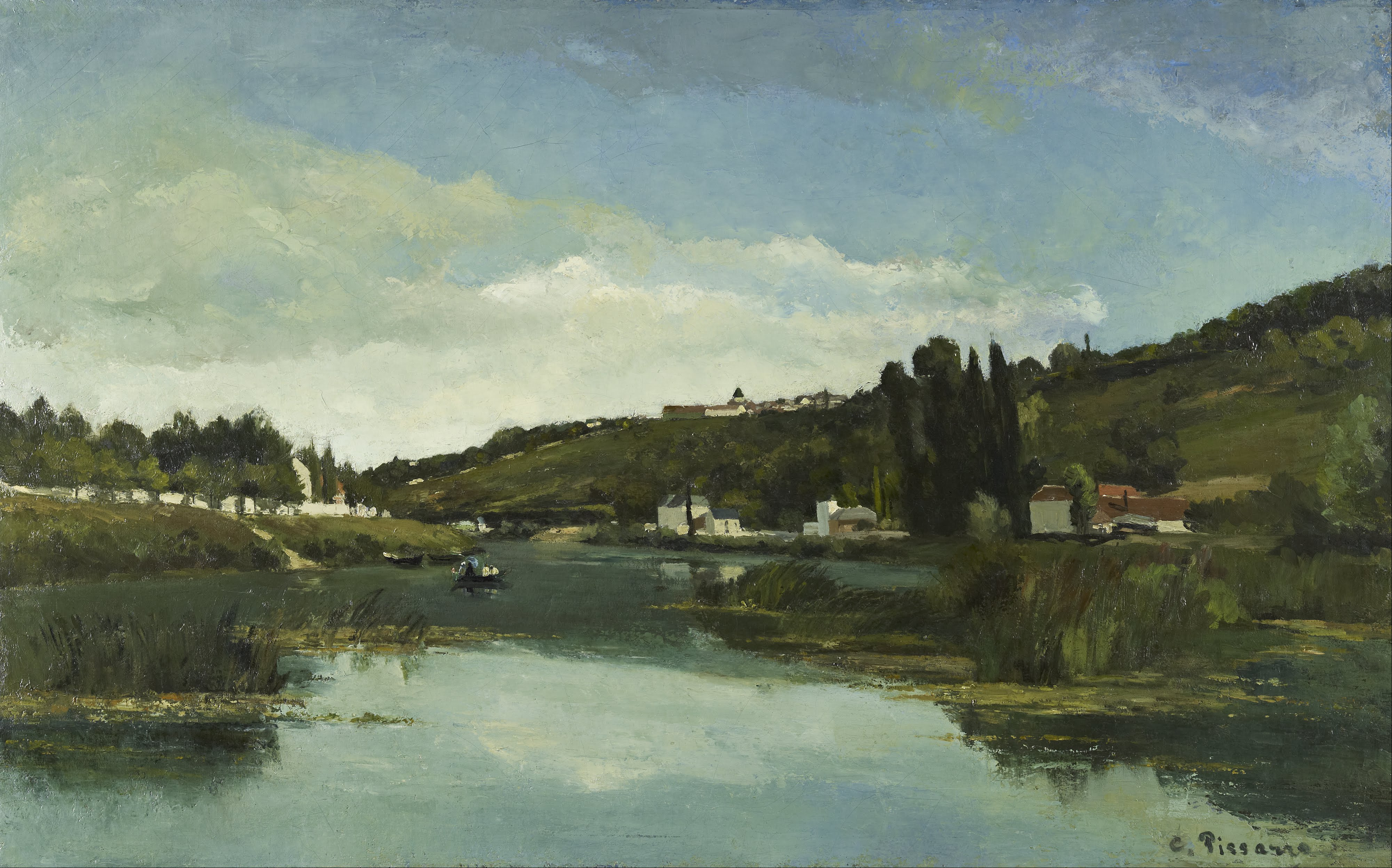
La Marne à Chennevières, 1864-1865
Camille Pissarro
Galeries nationales d'Écosse

Le peintre Victor Lecomte s’installe au château de l’Étape à Chennevières de 1882 à 1883, puis en 1885, il habite au 37, rue Saint Hyacinthe.
Du 30 mars au 3 juin 1814, elle subit l'occupation des troupes russes et, en 1870, Guillaume Ier y fit aussi tenir garnison à ses soldats après la bataille du plateau de Champigny.

## Politique et administration

### Rattachements administratifs et électoraux
Antérieurement à la loi du 10 juillet 1964, la commune faisait partie du département de Seine-et-Oise. La réorganisation de la région parisienne en 1964 fit que la commune appartient désormais au département du Val-de-Marne et à son arrondissement de Nogent-sur-Marne après un transfert administratif effectif au 1er janvier 1968.
Pour l'élection des députés, la ville fait partie depuis 1986 de la quatrième circonscription du Val-de-Marne.
Elle faisait partie de 1801 à 1964 du canton de Boissy-Saint-Léger, année où elle devient le chef-lieu du canton de Chennevières-sur-Marne du département de Seine-et-Oise puis du Val-de-Marne. Dans le cadre du redécoupage cantonal de 2014 en France, la commune est maintenant intégrée au canton de Champigny-sur-Marne-2.

### Intercommunalité
La ville était membre de la communauté d'agglomération du Haut Val-de-Marne, créée en 2001.
Dans le cadre de la mise en œuvre de la volonté gouvernementale de favoriser le développement du centre de l'agglomération parisienne comme pôle mondial est créée, le 1er janvier 2016, la métropole du Grand Paris (MGP), dont la commune est membre.
La loi portant nouvelle organisation territoriale de la République du 7 août 2015 prévoit également la création de nouvelles structures administratives regroupant les communes membres de la métropole, constituées d'ensembles de plus de 300 000 habitants, et dotées de nombreuses compétences, les établissements publics territoriaux (EPT).
La commune a donc également été intégrée le 1er janvier 2016 à l'établissement public territorial Grand Paris Sud Est Avenir, qui succède notamment à la communauté d'agglomération du Haut Val-de-Marne.

### Tendances politiques et résultats
Alexandre Mineo (PS), allié à Jean-Pierre Barnaud (Modem), remporte l'élection municipale de 2008 avec 38,99 % au deuxième tour, contre 34,71 % au maire sortant divers droite Lucien Lavigne et 26,30 % à la liste UMP de Christophe Absalon. Cette triangulaire permet la victoire surprise d'un socialiste dans une ville sociologiquement à droite, comme l'avait montré le score de Nicolas Sarkozy au deuxième tour des présidentielles en 2007 (56,18 %).
Par décision du 14 avril 2009, le Conseil d'État a annulé les élections municipales de 2008 à Chennevières-sur-Marne, au motif qu'un candidat avait été présenté sur deux listes différentes au premier tour. Les élections municipales des 7 et 14 juin 2009 ont vu Bernard Haemmerlé (majorité présidentielle) remporter la mairie de Chennevières avec plus de 44 % des voix face à Alexandre Minéo (41 %) et au candidat du MoDem M. Barnaud qui avait choisi de ne pas se retirer (13 %).
En 2014, Jean-Pierre Barnaud (MoDem) a remporté le second tour des élections municipales, avec 39,26 % des voix au second tour, contre 37,25 % pour Bernard Haemmerlé (UMP et maire sortant) et 23,48 % pour Jean Djebara (PS).
Comme en 2008, le second tour de ces élections a été annulé par le tribunal administratif de Melun en septembre 2014 en raison de l’inscription, lors du second tour, de colistiers de premier tour sur la liste fusionnée avec la liste Divers Droite sans leur accord. Cette annulation a été confirmée par le Conseil d'État le 25 février 2015,.
Lors des élections municipales qui se sont ensuivies. la liste menée par Jean-Pierre Barnaud, investie par l'UMP, l' UDI et le MoDem, obtient la majorité absolue des suffrages exprimés le 31 mai 2015 dès le premier tour, avec 51,31 % des voix.
Après un premier tour des élections municipales de 2020 dans le Val-de-Marne où la liste du maire sortant Jean-Pierre Barnaud (DVD) a largement devancé notamment celle menée par son ex-première adjointe Marie-Christine Dirringer, investie par le MoDem et LREM, par 43,80 % contre 23,79 %, la liste du maire sortant a devancé de 371 voix, avec 55,54 % des suffrages exprimés, celle de Marie-Christine Dirringer, qui a obtenu 44,46 % des suffrages, l'abstention s'étant élevée à 66,73 %. Compte tenu de ce faible écart de voix, de l'importance de l'abstention et d’irrégularités allégués dans la tenue des bureaux de vote, la perdante a déposé un recours devant le tribunal administratif.

### Liste des maires
| Période                                  | Période                        | Identité                                               | Étiquette      | Qualité |
| ---------------------------------------- | ------------------------------ | ------------------------------------------------------ | -------------- | --- |
| Les données manquantes sont à compléter. |                                |                                                        |                | |
| 1800                                     | 1814                           | Jean-Louis Gamet                                       |                | |
| 1814                                     | 1826                           | Antoine François Armand Guérin de Marsilly (1781-1849) |                | |
| 1826                                     | 1830                           | Elzéar Blaze                                           |                | Écrivain, ancien capitaine de la Grande Armée |
| 1830                                     | 1843                           | Jean Victor Eloy                                       |                | |
| 1843                                     | 1847                           | André Garnier                                          |                | |
| 1847                                     | 1851                           | Charles Louis Liborel                                  |                | |
| 1851                                     | 1861                           | Charles Victor Germon                                  |                | |
| 1861                                     | 1880                           | Alphonse-Nicolas Guinet                                |                | |
| 1880                                     | 1907                           | Jules Viejo                                            |                | |
| 1907                                     | 1908                           | Charles Émile Janets                                   |                | Régisseur |
| 1908                                     | 1909                           | Jules Viejo                                            |                | |
| 1909                                     | 1914                           | Victor Charles Henri Chaponet                          |                | |
| 1914                                     | 1920                           | Alexandre Maxime Dupuis                                |                | Cultivateur |
| septembre 1920                           | octobre 1920                   | Albert Pommier                                         |                | |
| 1920                                     | 1944                           | Pierre Boucharinc                                      |                | |
| 1944                                     | 1945                           | Antoine Boutonnat                                      | Rad.           | Entrepreneur de travaux publics, résistant FN |
| 1945                                     | 1947                           | Théophile Foubert                                      |                | |
| 1947                                     | 1947                           | André Fleurant                                         |                | |
| 1947                                     | 1959                           | Antoine Boutonnat                                      | RPF puis RS    | Entrepreneur de travaux publics Sénateur de Seine-et-Oise (1952 → 1958) Conseiller général de Boissy-Saint-Léger (1949 → 1955) Président du conseil général de Seine-et-Oise (1949 → 1955) |
| 1959                                     | 1971                           | Robert Landry                                          |                | |
| 1971                                     | mars 1990                      | Roger Lafaille                                         | DVD            | Conseiller général de Chennevières-sur-Marne (1985 → 1992) |
| mars 1990                                | mars 2008                      | Lucien Lavigne                                         | DVD puis UMP   | Président du directoire de la Caisse d'épargne de Paris Conseiller général de Chennevières-sur-Marne (1992 → 1998 puis 2004 → 2011)                                                        |
| mars 2008                                | juin 2009                      | Alexandre Minéo                                        | PS             | Retraité Élection municipale annulée par le Conseil d'État |
| juin 2009                                | avril 2014                     | Bernard Haemmerlé                                      | UMP            | Ingénieur retraité, ancien adjoint au maire (2001 → 2008) Vice-président de la CA du Haut Val-de-Marne                                                                                     |
| avril 2014                               | En cours (au 10 novembre 2020) | Jean-Pierre Barnaud                                    | Modem puis UDI | Chef d'entreprise Conseiller général de Chennevières-sur-Marne (2011 → 2015) Réélu pour le mandat 2020-2026                                                                                |

### Jumelages
- Durmersheim  Allemagne depuis 1975

Ville allemande de 12 000 habitants située au sud-ouest de l’Allemagne, dans la vallée du Rhin, dans le land Baden-Wurtemberg. En pleine zone agricole, elle récolte céréales, fraises et asperges. Quant à son industrie, l’usine d’un constructeur automobile est implantée dans sa périphérie.
- Littlehampton  Royaume-Uni depuis 1982

Ville anglaise de 30 000 habitants, située sur la côte sud de l’Angleterre à proximité de Brighton et Chichester. Elle fait partie du Comté du West Sussex. Ce port de pêche est devenu un important port de commerce puis un centre de constructions navales avant de se développer en une station balnéaire très fréquentée.
- Tukums  Lettonie depuis 2016

Ville lettonne de 32 000 habitants située à 65 km à l’ouest de Riga le long de la mer Baltique. C’est aujourd’hui le centre administratif de Tukuma novads, district créé en 2009 et qui comprend la ville et 10 paroisses.

## Équipements et services publics

### Enseignement
Chennevières accueille 10 écoles primaires publique comprenant des classes de maternelles et élémentaires et relevant de l’Académie de Créteil.
Les écoles maternelles :
- Clément Ader
- Germaine Tillion
- Jacques Doré
- La Fontaine
- Le Moulin à Vent
- Marcel Pagnol
- Rousseau

Les écoles élémentaires :
- Germaine Tillion
- Jacques Doré
- Le Moulin à Vent
- Les Hauts de Chennevières
- Rousseau A
- Rousseau B

À Chennevières, deux collèges et un lycée sont également ouverts aux jeunes Canavérois :
- Collège Boileau
- Collège Molière
- Lycée général et technologique Samuel-de-Champlain

### Santé
Le centre de Protection Maternelle et Infantile (P.M.I) et CPEF de Chennevières propose divers services médicaux :
- Consultations gynécologiques,
- Consultations PMI et vaccinations pour les enfants de 0 à 6 ans,
- Conseillère conjugale et familiale,
- Consultations de sage-femme, à la PMI ou à domicile, pour le suivi des femmes enceintes

Le Relais Santé canavérois, géré par la Ville, propose des consultations psychologiques, des séances gratuites de vaccination et des permanences de conseil nutrition-santé.

## Population et société

### Démographie
L'évolution du nombre d'habitants est connue à travers les recensements de la population effectués dans la commune depuis 1793. Pour les communes de plus de 10 000 habitants les recensements ont lieu chaque année à la suite d'une enquête par sondage auprès d'un échantillon d'adresses représentant 8 % de leurs logements, contrairement aux autres communes qui ont un recensement réel tous les cinq ans,.

En 2022, la commune comptait 18 295 habitants, en évolution de −0,55 % par rapport à 2016 (Val-de-Marne : +3 %, France hors Mayotte : +2,11 %).
| 1793 | 1800 | 1806 | 1821 | 1831 | 1836 | 1841 | 1846 | 1851 |
| ---- | ---- | ---- | ---- | ---- | ---- | ---- | ---- | ---- |
| 500  | 540  | 551  | 553  | 681  | 695  | 666  | 835  | 730  |

| 1856 | 1861 | 1866 | 1872 | 1876 | 1881 | 1886  | 1891  | 1896  |
| ---- | ---- | ---- | ---- | ---- | ---- | ----- | ----- | ----- |
| 738  | 848  | 933  | 800  | 815  | 834  | 1 062 | 1 067 | 1 122 |

| 1901  | 1906  | 1911  | 1921  | 1926  | 1931  | 1936  | 1946  | 1954  |
| ----- | ----- | ----- | ----- | ----- | ----- | ----- | ----- | ----- |
| 1 019 | 1 084 | 1 190 | 1 410 | 2 379 | 3 004 | 3 024 | 2 897 | 4 032 |

| 1962  | 1968  | 1975   | 1982   | 1990   | 1999   | 2006   | 2011   | 2016   |
| ----- | ----- | ------ | ------ | ------ | ------ | ------ | ------ | ------ |
| 5 593 | 7 016 | 17 561 | 17 417 | 17 857 | 17 837 | 17 651 | 17 963 | 18 396 |

| 2021   | 2022   | - | - | - | - | - | - | - |
| ------ | ------ | - | - | - | - | - | - | - |
| 18 367 | 18 295 | - | - | - | - | - | - | - |

### Manifestations culturelles et festivités
De nombreux évènements ont lieu, comme :
- La Nuit Fluo (mars)
- Grande Chasse aux œufs (mars)
- Concert du Printemps du Conservatoire de musique (mars)
- Bouger au Cœur de la Santé (avril)
- Le Prix littéraire de la Ville de Chennevières (mai)
- La Fête de la Musique (juin)
- Les galas du Conservatoire de danse (juin)
- La Fête aux 1000 couleurs (juin)
- Le Bal du 14 juillet
- L'été à Chennevières (juillet-août)
- Les Journées du Patrimoine (septembre)
- Le Village des associations (septembre)
- L'ouverture de la saison culturelle du Théâtre Roger Lafaille (septembre)
- Halloween (octobre)
- Brocante du Centre-ville (mai et octobre)
- Les Féeries de Noël (décembre-janvier)

### Sports et loisirs
Plusieurs associations ainsi que les services municipaux proposent aux habitants des activités sportives,,,.
Les équipements sportifs :
- Gymnase du Moulin
- Gymnase Maurice Rousseau
- Stade Aristide Briand
- Piscine intercommunale des Bordes
- Centre départemental et régional Tir à l’arc

### Cultes
Les confessions catholique et israélites sont représentées à Chennevières-sur-Marne :
- Paroisse Saint Pierre
- Paroisse Jean XXIII
- Synagogue

## Économie

### Revenus de la population et fiscalité
En 2014, 68,4 % des ménages fiscaux à Chennevières-sur-marne étaient imposés. La médiane du revenu disponible par unité de consommation en 2014 est de 21 561,7euros.

### Emploi
En 2014, le taux d'activité des 15 à 64 ans était de 76 %. Le taux de chômage était de 14,8 %.

### Entreprises et commerces
Le 31 décembre 2015, 1601 établissement actifs ont été recensés :
- Part de l'agriculture : 0,2 %
- Part de l'industrie : 3,9 %
- Part de la construction : 14,9 %
- Part du commerce, transports et services divers : 72,0 %
- dont commerce et réparation automobile : 18,9 %
- Part de l'administration publique, enseignement, santé et action sociale : 9,0 %
- Part des établissements de 1 à 9 salariés : 25,1 %
- Part des établissements de 10 salariés ou plus : 6,8 %

## Culture locale et patrimoine

### Lieux et monuments

#### L'église Saint-Pierre

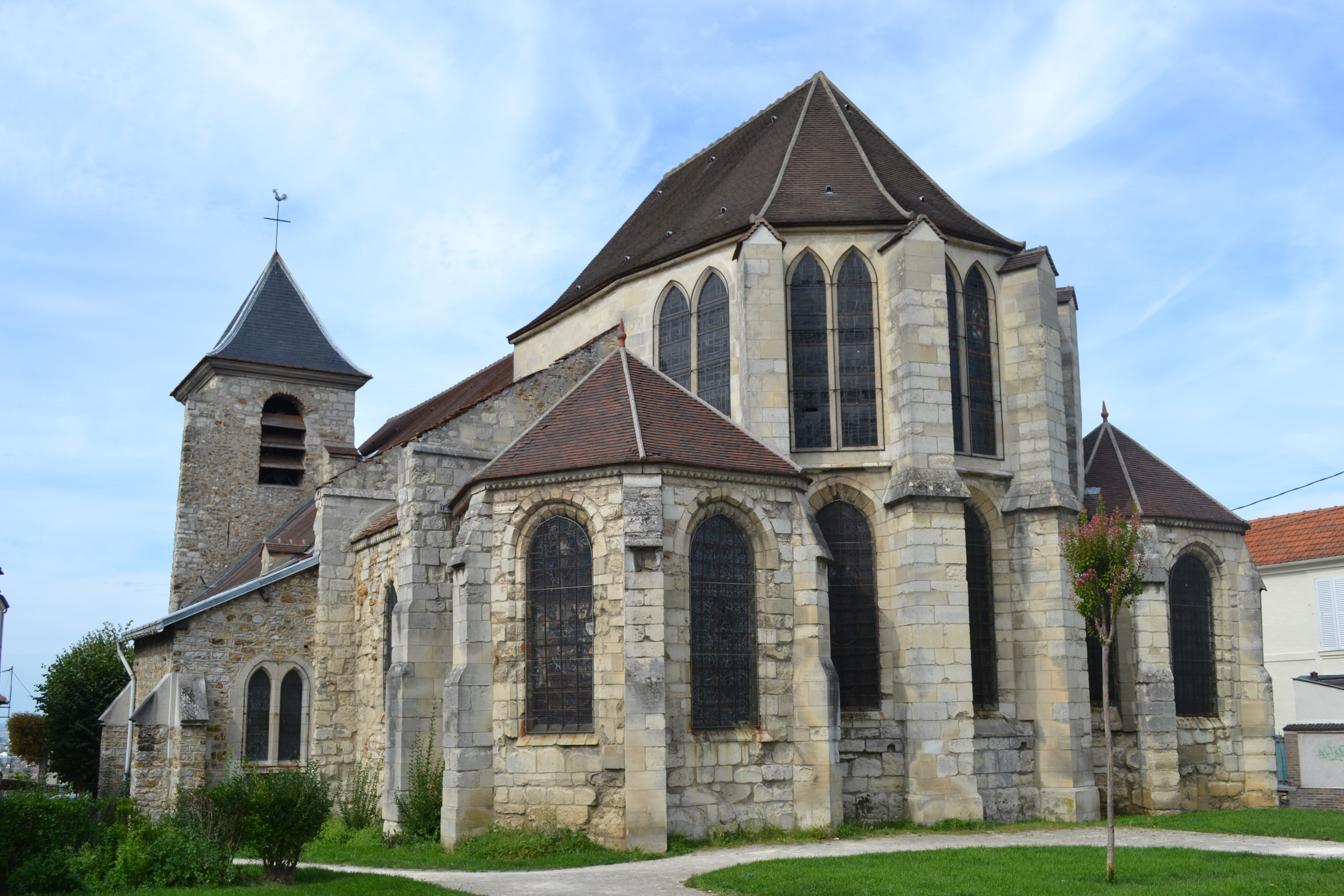
Chevet de l'église Saint-Pierre de Chennevières-sur-Marne.

Un premier édifice fut édifié au XIIe siècle sur les terres appartenant à l’abbaye Ste Geneviève de Paris et à Maurice de Sully. Puis en 1108, l’ensemble fut donné à l’abbaye de Mont-Etif. La paroisse fut fondée en l’an 1260 sous la dédicace Saint-Pierre.
Construite au XIIIe siècle, l’église Saint-Pierre conjugue les styles d’architecture « Ile-de-France » et « Champenois ». À la fin du XVIIIe siècle, on ajouta le porche et le portail et au XIXe siècle, l’architecte Demanet restaura la façade occidentale et les chapiteaux.
L’orgue fut installé en 1865, et le 25 août 1920, l’église fut classée par les Monuments historiques. Cet édifice a connu de nombreuses épreuves au fil des siècles. En 1750, la voûte s’est effondrée entraînant les parties hautes de la nef.
Les voûtes d’ogives, dont il reste quelques départs de colonnettes, furent ainsi remplacées par une voûte en berceau en plâtre. Et en 1790, un incendie ravagea une partie du clocher,,.

#### Le fort de Champigny
Le fort de Champigny commandait ceux de Sucy, Villiers et Villeneuve-Saint-Georges.
Construit après la guerre de 1870, cet ouvrage semi-enterré — pour empêcher les assaillants d'ouvrir une brèche dans les murs à coups de bélier ou de boulets — appartient à la première ceinture défensive de Paris.
Son rôle était d'interdire la voie ferrée vers Troyes et d'occuper le site des batteries prussiennes de 1870. Pendant la Première Guerre mondiale, ses batteries ont tiré sur le plateau d'Avron. Les carrières ont été utilisées pour abriter des troupes, des approvisionnements et une ambulance. En 1939-1940, le fort a été occupé par la défense anti-aérienne. La caserne a été incendiée en juillet 1944. Déclassé en 1965, le fort a été remis à l'administration des Domaines en 1974. Un arrêté ministériel du 16 mai 1979 l'a inscrit sur l'inventaire des monuments historiques avant qu’il ne soit racheté par la ville de Chennevières en 1985.

#### La Terrasse de Chennevières
Construit en 1883, ce site classé en 1923 offre l’un des plus beaux panoramas sur Paris.

### Personnalités liées à la commune

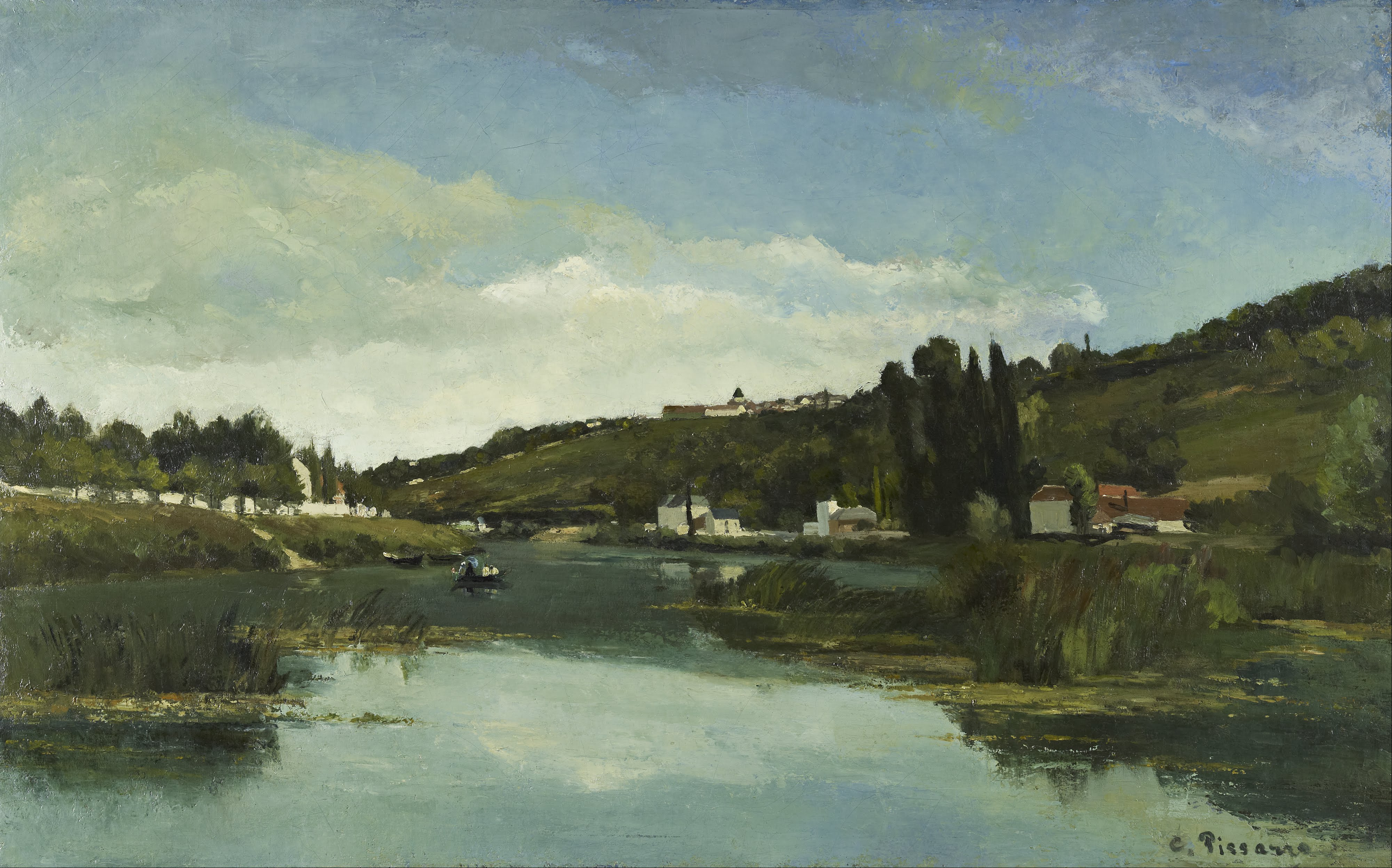
La Marne à Chennevières
Camille Pissarro, 1864-1865
Galeries nationales d'Écosse

- Raymond Aimos (1891-1944), acteur populaire des années 1930, y a vécu et y est enterré.
- Camille Pissarro, le peintre impressionniste loue une maison à La Varenne-Saint-Hilaire, sur la rive gauche de la Marne, en 1864-1865. L'église et les maisons de Chennevières sont à peine visibles en haut de la rive droite[55].
- Madeleine Robinson (1917-2004), y a vécu et s'y est mariée[56].

### Héraldique, logotype et devise
|  | Les armes de Chennevières-sur-Marne se blasonnent ainsi : De gueules au plant de chanvre d'argent fruité d'or, mouvant de la pointe, au chef d'azur chargé de deux clefs d'argent en sautoir accostées de deux fleurs de lis d'or, le tout soutenu d'une divise ondée d'argent, brochant sur la partition. L'ecu timbré de la couronne murale d'or, soutenu de deux sarments de vigne d'or aux grappes d'argent. Sa devise est : Fidèle à son sol, fidèle à son passé. |
|  | Le logo de Chennevières-sur-Marne reproduit le « C » de Chennevières, enchâssé dans la boucle dessinée par le fleuve au pied de la ville. L’association des couleurs bleu (l’eau) et vert (la terre, la nature) représente les deux valeurs de la Ville positionnée entre terre et eau. Le bleu est également une des couleurs institutionnelles françaises. |